# 美生ダム
美生ダム（びせいダム）は、北海道十勝総合振興局河西郡芽室町にある十勝川水系一級河川美生川中流部の日高山脈に築造された灌漑用水供給専用のダムである。

## 仕様
左岸側を重力式コンクリートダム、右岸段丘部を中心遮水ゾーン型フィルダムとした堤高：47.2m、堤頂長：350.0m（コンクリート部：187m、フィル部：163m）、天端標高：EL406.7m のコンバインダムである。

## 目的
季節風が強く保水力に乏しい芽室地区の水不足を解消する目的で築造され、幹線用水路により灌漑用水を山麓の農地へ供給する。

## 美生湖
総貯水容量：9,400,000m3、常時満水位標高：EL 400.7m、利用水深：11.5mの人造湖である。

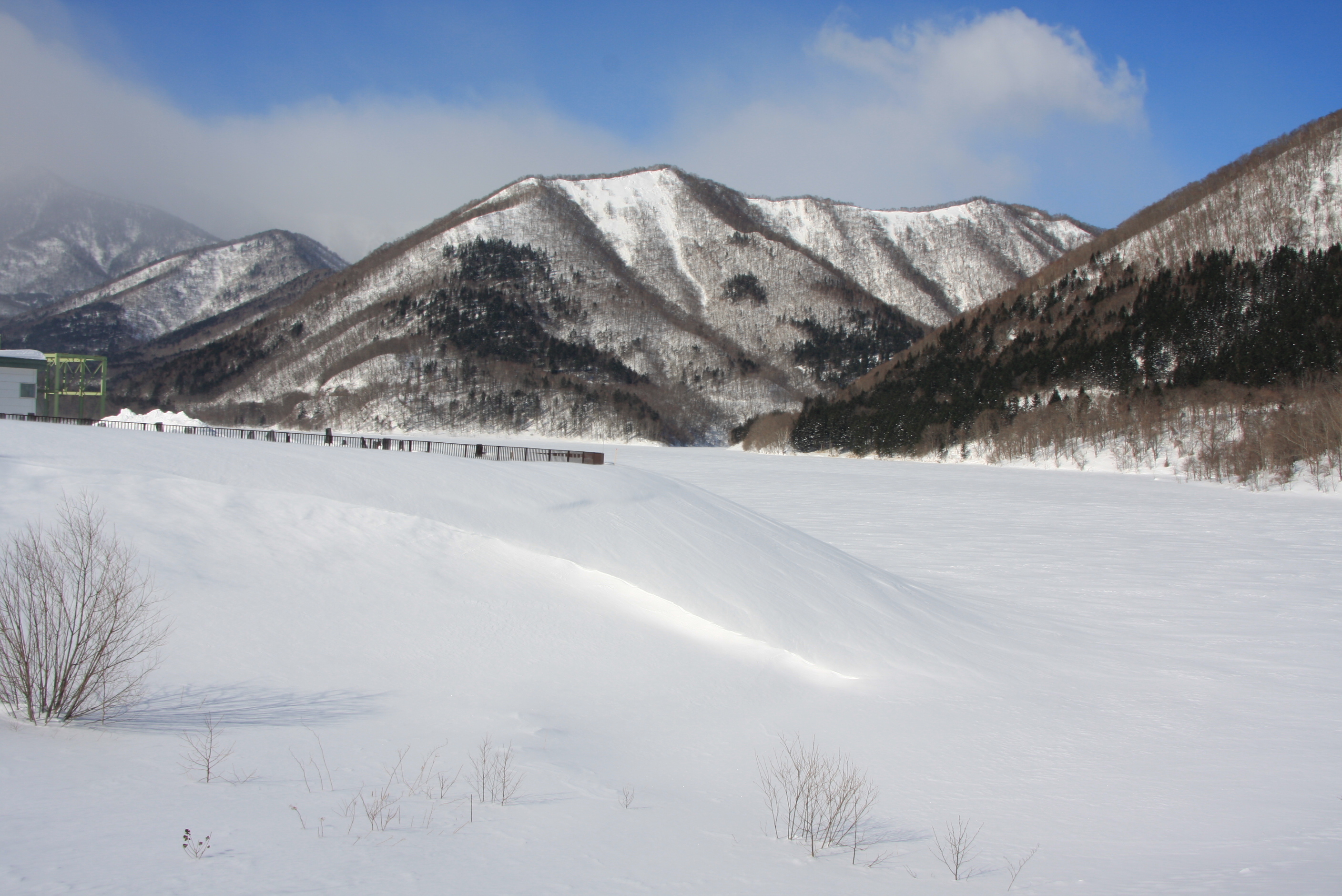
美生湖 （人造湖）

## 周辺
- 芽室岳 - 美生川（本流）源頭
- ピパイロ岳 - ピパイロ川（支流）源頭
- 伏美岳 – 登山口
- 伏美湖